# Konstantin VII

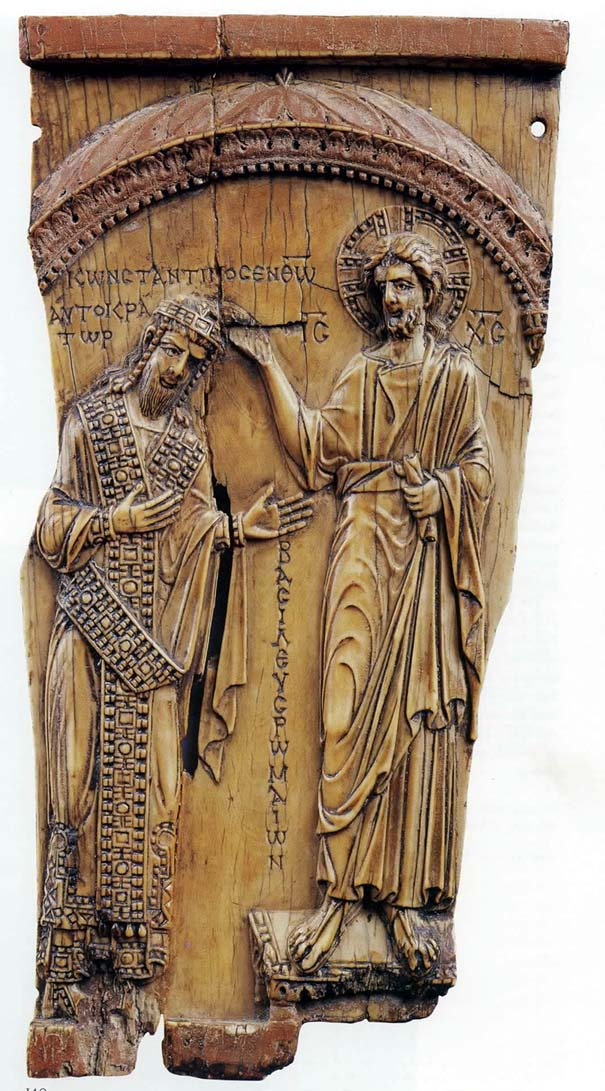
Kristus välsignar Konstantin VII Porfyrogennetos. Snidat elfenben från cirka 945.

Konstantin VII Porfyrogennetos, Κωνσταντῖνος Ζ΄ Πορφυρογέννητος, (grekiska "den purpurfödde"), född 905 i Konstantinopel, död 9 november 959 i Konstantinopel, var bysantinsk kejsare 913–959. Han var far till Romanos II.

## Biografi
Konstantin, som var son till kejsar Leo VI, erhöll 913 tronen efter sin farbror Alexander och hade 920–944 till samkejsare Romanos I Lekapenos. Konstantin utmärkte sig för lärdom samt som beskyddare av vetenskap och konst. Själv författade han, åtminstone delvis, en levnadsbeskrivning över sin farfar, kejsar Basileios I, en skrift om rikets styrelse, De Administrando Imperio, som även innehöll notiser om främmande folkslag i öster och norr (bland annat en skildring av ryssarnas färdväg utför Dnepr till Konstantinopel, av vikt för historien om ryska rikets ursprung, och beskrivningar av nordmännen och deras förehavanden i österled), vidare en framställning av ceremoniordningen vid bysantinska hovet samt ett krigsvetenskapligt arbete. Han föranledde även utgivandet av flera samlingsverk av allmännyttigt innehåll, bland annat om medicin, veterinärmedicin och jordbruk. 
Tillnamnet Porfyrogennetos var ett tillnamn som tilldelades i legitimt äktenskap födda tronarvingar, efter de purpurklädda gemaken i det Heliga palatset där kejsarinnan vistades i samband med nedkomst.